# Comte de Northumbrie
Comte de Northumbrie (Earl of Northumbria en anglais) est un titre de noblesse du royaume d'Angleterre du Xe au XIIe siècle.

## Histoire du titre

### Avant la conquête normande
Le royaume anglo-saxon de Northumbrie est conquis par les Vikings de la Grande Armée en 867. Après cette date, la région se retrouve progressivement divisée entre deux zones d'influences : au sud, autour de l'ancienne cité romaine d'York, les Scandinaves établissent le royaume viking d'York, tandis qu'au nord, une dynastie anglaise se maintient autour de la forteresse de Bamburgh.
Le comte de Bamburgh Osulf étend son autorité à l'ensemble de la Northumbrie après le meurtre d'Éric Hache-de-Sang, en 954. Après lui, la région est à nouveau divisée entre ses moitiés nord et sud jusqu'en 1006. Cette année-là, Uchtred le Hardi, petit-fils d'Osulf et comte de Bamburgh, reçoit le comté d'York du roi Æthelred le Malavisé après sa victoire contre le roi écossais Malcolm II au siège de Durham.
Uchtred est assassiné en 1016. Pour le remplacer, le nouveau roi anglais Knut le Grand fait appel à un Norvégien, Éric Håkonsson. Son autorité ne s'étend cependant qu'à la région d'York, car la famille d'Uchtred se maintient à Bamburgh. Cette division perdure jusqu'en 1041, lorsque le successeur d'Éric, Siward, lui aussi originaire de Scandinavie, réunifie la Northumbrie à la faveur du meurtre d'Eadulf de Bamburgh. Siward s'allie à la famille d'Ucthred le Hardi en épousant sa petite-fille Ælfflæd.
À la mort de Siward, en 1055, son fils Waltheof est apparemment trop jeune pour lui succéder. Le roi Édouard le Confesseur nomme à la tête du comté Tostig Godwinson, l'un des fils du puissant comte Godwin de Wessex. Tostig reste comte pendant dix ans avant d'être chassé par une révolte de ses thegns en 1065. Il est remplacé par Morcar, le frère du comte Edwin de Mercie.

### Après la conquête normande
Après la conquête normande de l'Angleterre en 1066, Morcar se soumet à Guillaume le Conquérant. Bien qu'il semble conserver son titre de comte, le nouveau roi confie le nord de la Northumbrie à Copsi, un ancien allié de Tostig, en février 1067. C'est le début d'une période confuse où plusieurs individus se succèdent à la tête de la région. Copsi est tué au bout de cinq semaines à peine par Osulf, un petit-fils d'Uchtred le Hardi, qui le remplace avant de mourir à son tour d'un accident à l'automne. Gospatrick achète le titre de comte à Guillaume, mais il se révolte en 1068 avec d'autres barons anglais dont Morcar, qui ne semble plus exercer la moindre autorité sur la région par la suite. Cette révolte échoue et Gospatrick s'enfuit en Écosse. Son successeur, le Normand Robert de Comines, est tué lors d'une rébellion de ses sujets en janvier 1069. Gospatrick est brièvement rétabli dans son titre avant d'être déposé par Guillaume en 1072, qui nomme pour le remplacer Waltheof, fils de Siward.
Impliqué malgré lui dans un complot contre le roi, Waltheof est châtié d'une manière rare en étant décapité en 1076. À la chute de Waltheof, l'évêque de Durham Guillaume Walcher reçoit les pouvoirs civils et militaires inhérents au comté de Northumbrie, devenant ainsi le premier prince-évêque de Durham. Impliqué dans l'assassinat d'un puissant thegn nommé Ligulf, l'évêque est assassiné en représailles. Leader incompétent, il aurait été relevé de ses charges ecclésiastiques, civiles et militaires peu avant.
Aubrey de Coucy est appointé comte par le roi tout de suite après, tandis que Guillaume de Saint-Calais, le remplaçant de Walcher à Durham, est nommé en 1081. Il obtient des pouvoirs palatins sur la Northumbrie au sud du Tyne et de la Derwent. Quelque temps plus tard, Aubrey abandonne son comté pour rentrer en Normandie et toutes ses terres anglaises sont confisquées. À la suite de sa défection, le roi confie l'administration du comté à Robert de Montbray, peut-être conjointement avec son oncle Geoffroy de Montbray. À la rédaction du Domesday Book (1086), ces terres sont toujours enregistrées comme appartenant à de Coucy. À une date indéterminée, mais généralement acceptée comme étant 1086, Montbray reçoit le titre de comte. Il participe à la rébellion de 1088 contre le roi Guillaume le Roux, mais il est pardonné. Le complot que Montbray organise en 1095, de nouveau contre Guillaume, lui vaut la prison à vie.

## Liste des comtes de Northumbrie
- 954-963 : Osulf Ier de Bamburgh († 963), comte de Bernicie depuis 930
- 963-970 : Waltheof Ier († après 1006), fils du précédent
- 1006-1016 : Uhtred le Hardi  († 1016), fils du précédent.
- 1031-1055 : Siward († 1055)
- 1055-1065 : Tostig († 1066)
- 1065-1067 : Morcar († 1071)
- 1067     : Copsi († 1067), tué par son successeur
- 1067     : Osulf II († 1067), se maintint jusqu'à l'automne
- 1067-1068 : Gospatrick († 1073),
- 1068-1069 : Robert de Comines († 1069), ne prit jamais possession du comté

Campagne de dévastation du nord de l'Angleterre
- 1069-1072 : Gospatrick († 1073), réinstallé par Guillaume le Conquérant
- 1072-1075 : Waltheof II († 1076)
- 1075-1080 : Walcher de Durham († 1080)
- 1080-1081? : Aubrey de Coucy
- 1086?-1095 : Robert de Montbray

La région n'a pas de comte jusqu'au règne d'Étienne d'Angleterre. Le titre est intitulé comte de Northumberland. 
- 1139-1152 : Henri d'Écosse (v. 1115-1152) ;
- 1152-1157: Guillaume Ier d'Écosse (1141-1214), titre confisqué par Henri II.

### Autres
- Hugues du Puiset († 1195), évêque de Durham, achète le comté en 1189 et le tient jusqu'à environ 1191.